# Paradiso - Canto primo

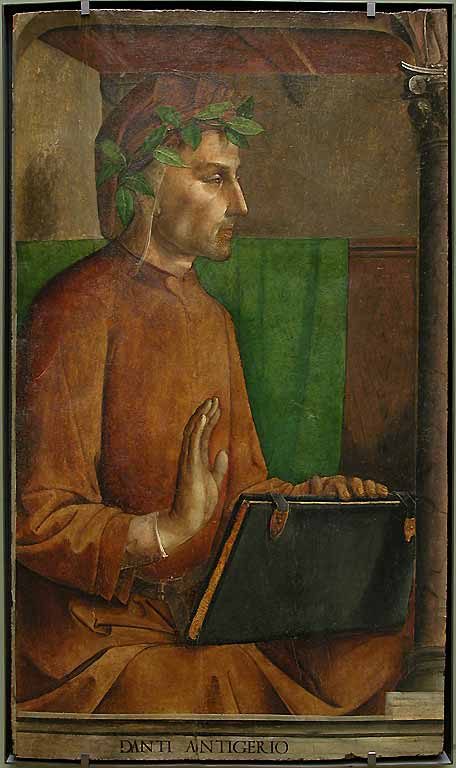
Ritratto di Dante ad opera di Giusto di Gand

Il canto primo del Paradiso di Dante Alighieri si svolge nel Paradiso Terrestre, e poi nella sfera del fuoco, cioè la zona intermedia fra l'atmosfera della Terra e la prima sfera celeste, quella del cielo della Luna. Siamo nel mattino del 13 aprile 1300.

## Incipit

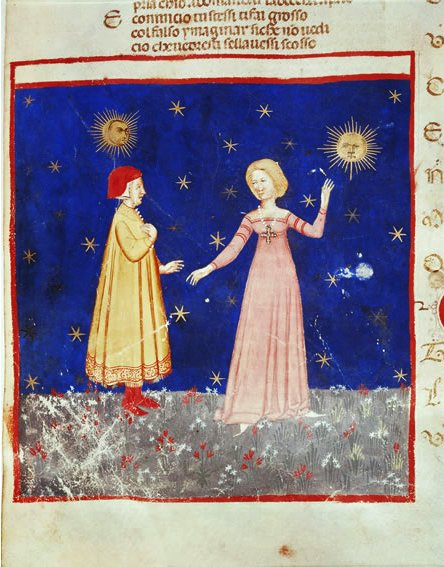
Incontro di Dante e Beatrice, miniatura del sec. XIV. Venezia, Biblioteca marciana

(Anonimo commentatore dantesco del XIV secolo)

## Temi e contenuti

### Protasi e invocazione - versi 1-36
La cantica comincia, secondo il canone classico, con un proemio costituito da due parti: la protasi e l'invocazione. La prima introduce quello che Dante andrà a trattare nel resto del poema: il Paradiso, ove maggiormente risplende «la gloria di Colui che tutto move» (v. 1: si noti come questo verso, che apre il Paradiso con la menzione di Dio, rimandi circolarmente all'ultimo verso dell'opera, XXXIII, 145, «l'Amor che move il sole e l'altre stelle»). Emerge il tema dell'ineffabilità, ovvero dell'impossibilità per Dante di raccontare quello che vede e che prova nel Paradiso, perché la memoria fa fatica a ricordare e perché il linguaggio della poesia si mostra insufficiente nell'affrontare un tema così elevato.

Segue l'invocazione non solo alle Muse, ma anche al dio della poesia, Apollo, che è simbolo dello Spirito Santo, diversamente dalle introduzioni dell'Inferno e del Purgatorio dove Dante invoca esclusivamente le Muse e in particolare nella seconda cantica Calliope: ciò in quanto mentre prima "gli fu assai" solo l'invocazione delle Muse, ha ora bisogno di entrambi gli aiuti (Muse e Apollo). Il poeta chiede al dio di essere fatto "vaso",  cioè ricettacolo, della sua ispirazione, con chiaro riferimento a san Paolo detto vas electionis, cioè "vaso della scelta (di Dio)" quando fu ammesso ad accedere all'oltretomba. Richiama nella sua invocazione, come invito all'umiltà, la vittoria che Apollo riportò gareggiando nella musica con Marsia, che per punizione fu scorticato.

Emerge infine in questa invocazione un altro tema che sarà predominante nel resto del poema, e cioè il richiamo alla decadenza dei tempi presenti in cui ben pochi imperatori o poeti aspirano all'alloro, simbolo di gloria, perché desiderano piuttosto beni terreni e quindi effimeri. Alla "poca favilla" della poesia di Dante forse potrà far seguito una "gran fiamma" di altre "miglior voci".

### Ascesa al cielo - vv. 37-81
Al v. 37 inizia la narrazione vera e propria, con un'ampia perifrasi astronomica che descrive la stagione in cui ci si trova, cioè la primavera. In questo momento Beatrice fissa il sole, e di rimando anche Dante lo fissa (e ci riesce perché nel Paradiso terrestre, fatto apposta per il genere umano nella sua perfezione originaria, molte cose sono lecite al contrario che sulla terra): allora gli pare che la luce del giorno raddoppi, e Dante si sente trasumanare (letteralmente "andare oltre l'umano") come Glauco quando si trasformò in divinità. È l'ascesa attraverso la sfera del fuoco (che separa il cielo dal mondo sublunare), grazie a cui Dante e Beatrice accedono al Paradiso.

### Primo dubbio di Dante chiarito da Beatrice - vv. 82-93
La novità del suono, dovuto al ruotare delle sfere celesti e la grande luce — nei versi precedenti, il poeta ha infatti descritto il lago di luce che gli si accende di fronte — fanno sorgere in Dante parecchi dubbi, e in primo luogo il desiderio di conoscerne la causa; senza bisogno che egli formuli a parole la domanda, Beatrice risponde che i due non si trovano più sulla terra, ma sono ascesi alla loro sede primaria — il cielo — più veloci della folgore. La risposta suscitano in Dante un secondo dubbio, e cioè come il suo corpo pesante possa trascendere i "corpi levi" dell'aria e del fuoco: al che Beatrice inizia una spiegazione più ampia e completa.

### Secondo dubbio; esistenza di un ordine universale - vv. 94-142

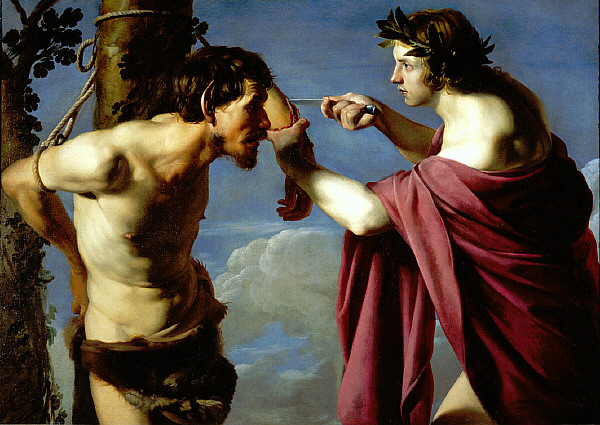
Apollo che scortica il rivale Marsia dopo la vittoria del dio nella gara di canto; dipinto di Bartolomeo Manfredi. Dante invoca Apollo per ricevere l'ispirazione necessaria per descrivere il Paradiso, facendo appello proprio alla potenza del dio da lui manifestata nella gara di cetra

Esiste infatti un ordine fissato da Dio secondo cui tutte le cose create sono ordinate fra loro in modo da costituire un tutto armonico, e questo ordine è la forma, il principio essenziale, che rende l'universo simile a Dio, come il fuoco che sale verso la Luna, come la terra che grazie a questa forza rimane unita e compatta, e che muove gli esseri irrazionali e quelli dotati di ragione. Un solo luogo rimane sempre immobile e uguale a se stesso, in quanto non tende verso nulla poiché già perfetto grazie alla divina Provvidenza, e si tratta dell'Empireo, attorno a cui si muove il più veloce dei cieli, il Primo mobile, conferendo il movimento circolare agli altri cieli sottostanti (ricordiamo che secondo la concezione aristotelico-tomistica il cielo era suddiviso in nove cieli, i primi sette sono dominati da un pianeta — Luna, Mercurio, Venere, Sole, Marte, Giove e Saturno — e gli ultimi due sono rispettivamente il cielo delle Stelle fisse e il Primo mobile).

È a questo luogo immobile, perfetto, che tende l'uomo, anche se, dato il libero arbitrio, capita che egli invece si volga altrove, cioè ai beni terreni, sprofondando verso il basso nell'Inferno come il fuoco che cade dalle nuvole invece di salire (ovvero i fulmini; Empedocle sosteneva che il fuoco fosse più leggero dell'aria perché il fumo saliva in alto). In conseguenza di questa spiegazione, Dante non deve più stupirsi di salire verso l'alto, ora che è libero dal peso del peccato, come non si stupirebbe di vedere l'acqua di un ruscello scorrere a valle, ma dovrebbe invece stupirsi se un fuoco nel mondo materiale rimanesse fermo e non salisse verso l'alto.

Terminato il discorso, Beatrice rivolge nuovamente il volto al cielo.

## Analisi del canto
Le prime dodici terzine del canto vengono, come si è detto, dedicate al proemio, elaborato e costruito secondo la tradizione retorica in protasi (esposizione del contenuto dell'opera) e invocazione: l'estensione di questa prima parte ci permette subito di misurare l'importanza dell'argomento trattato, confrontandola con la singola terzina introduttiva dell'Inferno, II 7-9, e con i dodici versi del Purgatorio, I 1-12. È qui messa in luce, sia nel proemio che nelle spiegazioni teologiche di Beatrice, l'esistenza di una gerarchia interna all'universo, prima ancora dell'enunciazione del contenuto del testo. La visione dantesca viene descritta nei termini di un excessus mentis in Deum, "trasporto della mente verso Dio", mediante una delle sue caratteristiche fondamentali, cioè l'ineffabilità, ovvero l'indicibilità e inesprimibilità coi consueti strumenti linguistici umani.